# Marinejegerkommandoen
Marinejegerkommandoen (forkortet MJK) er en norsk, maritim og militær specialstyrke, og udgør sammen med Forsvarets spesialkommando de to specialenheder i Forsvarets spesialstyrker.
Marinejegerkommandoen er opdelt i to operative enheder, der er beliggende ved henholdsvis Ramsund Orlogsstasjon i Nord-Norge, ca. 50 km fra Harstad, og Haakonsvern Orlogsstasjon i Bergen.
Styrken har deltaget i operationer i Afghanistan og Kosovo. For indsatsen i Afghanistan som en del af K-Bar, blev den tildelt Presidential Unit Citation.